# Rivière aux Bluets
Rivière aux Bluets är ett vattendrag i Kanada.   Det ligger i provinsen Québec, i den sydöstra delen av landet, 400 km öster om huvudstaden Ottawa. Rivière aux Bluets ligger vid sjön Lac Saint-François.
I omgivningarna runt Rivière aux Bluets växer i huvudsak blandskog. Runt Rivière aux Bluets är det glesbefolkat, med 12 invånare per kvadratkilometer.